# 名古屋市立庄内小学校
名古屋市立 庄内小学校（なごやしりつ しょうないしょうがっこう）は、名古屋市西区新福寺町の公立小学校。

## 歴史

### 沿革
- 1873年（明治6年）2月12日 - 義校として創立[WEB 2]。春日井郡名塚村・新福寺村・堀越村・児玉村の4村の児童を受け入れた[WEB 2]。当時の在籍児童は男58人女16人、先生は2人と記録されている[WEB 2]。
- 1874年（明治7年） - 培根学校と改称[WEB 2]。
- 1876年（明治9年） - 新福学校と改称[WEB 2]。
- 1884年（明治17年） - 校舎が新築されるが、翌年の暴風雨で倒壊する[WEB 2]。
- 1886年（明治19年） - 時雍学校と改称[WEB 2]。
- 1887年（明治20年） - 稲生学校を併合し、尋常小学名塚学校と改称[WEB 2]。西春日井郡稲生村・福徳村も通学区域に加わる[WEB 2]。
- 1891年（明治24年） - 濃尾地震に被災し、校舎が全壊[WEB 2]。藁葺きの仮校舎で復旧[WEB 2]。
- 1892年（明治25年） - 名塚尋常小学校と改称[WEB 2]。
- 1894年（明治27年） - 庄内尋常小学校と改称[WEB 2]。
- 1911年（明治44年） - 高等科が新設される[WEB 2]。
- 1925年（大正14年）9月 - 校地移転[WEB 2]。
- 1926年（大正15年） - 庄内町立となる[WEB 2]。
- 1937年（昭和12年） - 名古屋市立となる[WEB 2]。
- 1941年（昭和16年） - 名古屋市庄内国民学校と改称[WEB 2]。岐阜県郡上八幡に集団学童疎開[WEB 2]。
- 1947年（昭和22年） - 名古屋市立庄内小学校と改称[WEB 2]。
- 1949年（昭和24年） - 名古屋市立稲生小学校を分離する[WEB 2]。
- 1992年（平成4年）3月 - 新校地に新校舎が完成[WEB 2]。
- 2000年（平成12年）5月 - トワイライトスクールが開始される[WEB 2]。
- 2010年（平成22年） - 特別支援学級として「たんぽぽ」が設置される[WEB 2]。

### 児童数の変遷
『愛知県小中学校誌』（1998年）によると、児童数の変遷は以下の通りである。
| 1947年（昭和22年） | 2,565人 |  |
| 1957年（昭和32年） | 1,504人 |  |
| 1967年（昭和42年） | 1,273人 |  |
| 1977年（昭和52年） | 1,247人 |  |
| 1987年（昭和62年） | 968人   |  |
| 1997年（平成9年）  | 866人   |  |

## 通学区域
所管する名古屋市教育委員会は、2018年（平成30年）9月1日現在、西区のうち、大金町・笠取町・上堀越町・笹塚町・庄内通・新福寺町・東岸町・鳥見町・名塚町・堀越一丁目・堀越二丁目・堀越三丁目の全域および万代町2丁目・南堀越一丁目の各一部を通学区域として指定している。
また、卒業後の進学先は名古屋市立名塚中学校となっている。

## アクセス
- 名古屋市営地下鉄鶴舞線庄内通駅より徒歩約12分[WEB 5]
- 名古屋市営バス名駅13号系統「大金町」停留所より徒歩約8分[WEB 5]
- 名古屋市営バス栄27号系統「名塚中学」停留所より徒歩約12分[WEB 5]

### WEB
1. ↑  名古屋市教育委員会事務局総務部企画経理課企画統計係 (2018年9月18日). “西区の小・中学校一覧”.   名古屋市. 2020年3月15日閲覧。
2. 1 2 3 4 5 6 7 8 9 10 11 12 13 14 15 16 17 18 19 20 21 22 23 24  “沿革史”.   名古屋市立庄内小学校. 2020年5月17日閲覧。
3. ↑  名古屋市教育委員会事務局総務部教育環境計画室計画係 (2019年9月1日). “名古屋市立小・中学校の通学区域一覧（西区）” (PDF).   名古屋市. 2020年5月17日閲覧。
4. ↑  教育委員会事務局総務部教育環境計画室計画係 (2018年4月1日). “名古屋市立中学校区一覧（小→中）” (PDF).   名古屋市. 2020年5月17日閲覧。
5. 1 2 3  “アクセス”.   名古屋市立庄内小学校. 2020年5月17日閲覧。

### 書籍
1. 1 2  六三制教育五十周年記念愛知県小中学校誌編集委員会 1998, p. 300.